# Jan Hagenfeldt
Jan Artur Hagenfeldt, född 1 oktober 1931 i Örebro, död 14 november 2022 i Örebro, var en svensk företagsledare. Han var bror till läkaren Lars Hagenfeldt.
Hagenfeldt, som var son till direktör Gustav Hagenfeldt och Rut Fredriksson, avlade studentexamen 1950 samt studerade vid Frans Schartaus Handelsinstitut 1954 i Stockholm och vid Lennings textiltekniska institut i Norrköping 1957. Han var direktör, delägare och styrelseledamot i Hagenfeldtaffärerna AB och KB Bröderna Hagenfeldt från 1961. Den familjeägda klädbutikskedjan Hagenfeldt såldes till Kooperativa Förbundet 1990. Han blev länsflygchef i Örebro län 1963 och styrelseledamot i Örebro orkesterstiftelse 1962.
Jan Hagenfeldt var också en skicklig pianist. Han var ordförande i Svenska Kammarorkesterns vänförening under en lång rad år.